# كريستين وولف
كريستين وولف (بالألمانية: Christine Wolf)‏ هي منافسة ألعاب القوى ألمانية، ولدت في 3 مارس 1980 في كيرشهايم اونتر تك في ألمانيا.

## روابط خارجية
- كريستين وولف على موقع النتائج التاريخية لألعاب القوى الأسترالية (الإنجليزية)